# Albany (New York)
Albany az amerikai egyesült államokbeli New York állam fővárosa és Albany megye székhelye. Az episzkopális Albanyi egyházmegyének és a katolikus (latin) Albanyi egyházmegyének is püspöki székvárosa. New Yorktól 219 km-re északra, a Mohawk folyó és a Hudson folyó összefolyásától délre fekszik. A Hudson nyugati partján terül el, és jelentős folyami kikötője van. A folyót kimélyítették, így tengerjáró hajók is elérik a várost. Lakosainak száma 99 224 fő (2020. április 1.).

## Történelem
A település a holland Fort Orange és a körülötte elterülő Beverwyck helyén épült. Az angolok 1664-ben vették meg a területet, és ekkor kapta az Albany nevet II. Jakab, Albany hercege tiszteletére.

## Népesség
| Lakosok száma | 97 856 | 100 104 | 99 224 |
|               | 2010   | 2015    | 2020   |

## Fordítás
- Ez a szócikk részben vagy egészben az Albany, New York című angol Wikipédia-szócikk ezen változatának fordításán alapul.  Az eredeti cikk szerkesztőit annak laptörténete sorolja fel. Ez a jelzés csupán a megfogalmazás eredetét és a szerzői jogokat jelzi, nem szolgál a cikkben szereplő információk forrásmegjelöléseként.